# Le Défunt par erreur
Le Défunt par erreur (L'erroneo fu) est une courte nouvelle à chute de Dino Buzzati, incluse dans le recueil Le K publié en 1966.

## Résumé
Le célèbre peintre Lucio Predonzani découvre l'annonce de sa mort dans le journal de la semaine. Furieux, il se rend aux locaux de presse et demande réparation au rédacteur en chef. Le discours embarrassé de celui-ci, qui craint que cette erreur ne soit fatale au journal, le fait changer d'avis : une fois le peintre déclaré mort, la cote de ses tableaux augmente nécessairement et sa « mort » pourrait l'enrichir.
Sur les conseils du rédacteur en chef et après accord de son épouse Mathilde, il décide de ne pas faire rectifier l'erreur et de laisser croire à sa propre mort. Il se laisse pousser la barbe pour ne pas être reconnu : il ressemble ainsi à son frère et peut être pris pour lui. 
Toutefois Lucio Predonzani n'a pas songé qu'après la mort vient rapidement l'oubli. Au bout de quelques semaines, plus personne ne prête attention à lui. Seul un autre peintre rend visite de temps en temps à Mathilde, pour lui signifier son affection et son soutien moral. Un jour néanmoins, Predonzani découvre que le peintre s'intéresse plus aux vertus de son épouse qu'à ses tableaux. Lorsqu'il découvre que les deux ont une liaison et que plus personne ne pense à lui, il se rend au cimetière, ouvre le cercueil et s'y installe.